# Volo Lufthansa CityLine 5634
Il 6 gennaio 1993 il volo Lufthansa CityLine 5634 partì dall'aeroporto di Brema per quello di Parigi-Charles de Gaulle alle 17:30. Il volo era operato dalla Lufthansa CityLine, una compagnia regionale consociata e controllata da Lufthansa, con un Bombardier Dash 8-311, registrato D-BEAT, con 19 passeggeri e 4 membri d'equipaggio (per un totale di 23 occupanti).
Durante l'avvicinamento finale a Parigi l'aereo era pronto per l'atterraggio sulla pista 27 (ora 27 L), ma il controllo del traffico aereo comunicò all'equipaggio di abortire causa ostacoli. A questo punto i piloti condussero una manovra di swing-over per passare alla pista 28 (ora 26 R). L'aereo colpì il terreno alle 19:20 ora locale, a circa 1,8 chilometri da questa pista, uccidendo quattro dei 19 passeggeri, mentre tutti i 4 membri dell'equipaggio sopravvissero.

## L'aereo e l'equipaggio
Il velivolo coinvolto nell'incidente era un turboelica De Havilland DHC-8-311, registrato come D-BEAT e dotato di due motori PW123 della Pratt & Whitney. Completò il suo primo volo il 14 agosto 1990 per poi venir consegnato a Contact Air il 26 agosto, che inizialmente operava per Deutsche Lufttransport-Gesellschaft (DLT), il predecessore di Lufthansa CityLine. Tuttavia, un anno e mezzo dopo, la DLT prese il controllo dell'aereo, lasciandolo a operare per conto di Contact Air. L'aereo aveva accumulato 5.973 ore di volo. Secondo i documenti di volo i limiti di carico consentiti non erano stati superati e il centro di gravità non si era sbilanciato.
Al momento dell'incidente il comandante, 54 anni, aveva ottenuto circa sei anni prima la licenza di pilota commerciale e aveva 11.924 ore di esperienza di volo, di cui 2.003 su questo tipo di aeromobile. Al primo ufficiale, 25 anni, responsabile degli strumenti al momento dell'incidente, era stata concessa un anno e mezzo prima e contava un'esperienza di 500 ore di volo, 293 delle quali su questo tipo di aeromobili.

## Storia del volo
L'aereo decollò dall'aeroporto di Brema alle 17:30, in orario sui tempi previsti, salendo all'altitudine di crociera di 24.000 piedi (7.315 m). 25 minuti prima dell'incidente l'equipaggio ricevette per la prima volta il permesso di atterrare servendosi dell'avvicinamento ILS sulla pista 27 ad un'altitudine di 4.000 piedi (1.219 m, equivalenti a 14 miglia nautiche).
Poco dopo un Boeing 747 della Korean Air strisciò un motore in fase di atterraggio, inducendo il controllore a chiudere la pista fino al suo sgombero. Il controllo del traffico aereo chiese all'equipaggio del volo LH5634 se potevano effettuare una virata a sinistra per registrare il percorso di planata ILS della pista 28 parallela e più lunga di 15 metri (vedi swing over). Dall'aereo arrivò la risposta “certo che possiamo”. Il controllore inoltrò l'LH5634 al suo collega responsabile della pista sud, il quale poco dopo informa l'equipaggio che si trovavano a 1,5 miglia dalla soglia della pista. Ai piloti è stato chiesto se potevano già vedere la pista. Ricevuta una risposta negativa, e le nuvole erano troppo fitte, il controllore diede istruzioni all'equipaggio di mantenere la rotta corrente e di prepararsi per una possibile procedura di mancato avvicinamento : “Ok, se continuate sulla rotta attuale, sarebbe ... potrebbe essere...sarà un mancato avvicinamento. Riferite quando vedete  la pista, se potete".
Quando il controllore informa l'equipaggio alle 19:19 che stavano appena varcando la soglia della pista, l'aereo scompare dal radar quasi contemporaneamente. Allo stesso modo, i piloti non hanno più risposto ai suoi messaggi radio. Pertanto, alle 19:20, la torre di controllo dichiara un'emergenza.
Il relitto dell'aereo, scivolato a 400 m dal suolo dopo l'impatto, è stato ritrovato intorno alle 19:55 in una depressione a 1 km dalla soglia della pista e a circa 500 m a nord del consueto percorso di avvicinamento. Quattro passeggeri, compreso un bambino, sono morti nell'incidente. Inoltre cinque persone rimasero gravemente ferite e altre undici persone riportarono delle ferite lievi, compresi i quattro membri dell'equipaggio. Quattro passeggeri sono rimasti illesi. Il Bombardier era gravemente danneggiato, venendo successivamente demolito.
Al momento dell'incidente soffiava un vento da sud-sud-ovest all'aeroporto da una direzione da 190 a 200 gradi e ad una velocità da 10 a 14 nodi. La visibilità a terra era compresa tra 700 e 1400 metri. La base delle nuvole era compresa tra 200 e 600 piedi con un'umidità del 100% e una temperatura di circa 9 gradi Celsius.

## La causa dell'incidente
L'indagine ha mostrato che il primo ufficiale aveva disattivato l'autopilota 80 secondi prima dell'impatto e altri dieci secondi dopo le due manette per aumentare la spinta erano in folle. Questo tipo di aereo non ha il controllo automatico della spinta. Il Ground Proximity Warning System (GPWS), che indica una velocità di discesa eccessiva, ha attivato l'allarme "SINK RATE" per la prima volta 53 secondi prima dell'impatto. Quindi è risuonato l'allarme "TERRAIN" e "PULL UP" per 47 secondi fino all'impatto.
L'incidente è stato causato dalla cattiva condotta dell'equipaggio, anche se le condizioni meteorologiche, soprattutto visibilità e nuvolosità, erano scarse e la già impegnativa manovra di swing-over richiedeva ancora più concentrazione. I piloti non hanno notato la loro velocità di discesa troppo alta o lo hanno fatto troppo tardi, sebbene il GPWS abbia emesso numerosi allarmi acustici. Inoltre hanno dimenticato di estendere i flap, senza i quali si verifica più velocemente uno stallo a bassa velocità. Come indicato dai controllori del traffico aereo, l'equipaggio avrebbe dovuto eseguire la procedura di mancato avvicinamento in caso di mancato contatto visivo con la pista di atterraggio.

## Conseguenze
Dopo l'incidente la Lufthansa CityLine è stato criticata dai media: aveva consegnato un "pacchetto fittizio", poiché i voli venivano effettuati da compagnie esterne che non soddisfano gli standard di formazione e sicurezza dei piloti della Lufthansa.